# Keskisjoki
Keskisjoki är ett vattendrag i Finland.   Det ligger i Norrmark i kommunen Björneborg i landskapet Satakunta, i den sydvästra delen av landet, 230 km nordväst om huvudstaden Helsingfors.
Ån utmynnar sig till insjön Ponsträsk (fi. Poosjärvi). Tidigare har Keskisjoki format en bifurkation från Eteläjoki till Ponsträsk, men när insjön Torajärvi i Norrmark uttorkades, formar Keskisjoki inte längre en bifurkation.